# Bonk (personaggio)
Benjamin Knox detto Bonk è un personaggio immaginario del film Batman of the Future - Il ritorno del Joker. È doppiato da Henry Rollins nella versione originale e da Tony Fuochi in quella italiana.

## Biografia
Il Joker, tornato a Gotham City dopo la sua morte, si mette a capo della banda dei Jokers; come primo incarico questi devono rubare enormi pezzi di tecnologia avanzata. Bonk si dimostra contrario all'idea poiché non ha ancora visto soldi e non è del tutto convinto che il Joker sia quello che è. Durante il furto l'improvvisa apparizione di Batman , che si fa beffe di lui, lo manda su tutte le furie e inizia un inseguimento volante tramite un dispositivo e compiendo una serie di acrobazie incurante delle gemelle Dee-Dee che rischiano di precipitare. Poco dopo essere stato steso, insieme agli altri Jokers, per parecchie volte da Batman riesce insieme a Chucko e le Dee-Dee a fuggire a bordo di tre dispositivi volanti, rubando anche un pezzo di attrezzatura. Tuttavia Batman riesce a stendere Ghoul e Woof (che erano rimasti indietro per trattenerlo) e a inseguirli. Nel rivederlo Bonk ricomincia a inseguirlo, incurante del fatto che, essendo il carico troppo pesante per i loro dispositivi, Deidrè e Chucko stessero precipitando. Bonk insieme a Delia cerca di colpire Batman ma lui continua a evitare i colpi e nella colluttazione Delia si ritrova a precipitare. Batman riesce ad agganciarla e a frenare la caduta ma nel frattempo Bonk cerca ugualmente di colpirlo finché non arriva a cercare di strangolarlo. Tuttavia così facendo non si accorge del pennone di una bandiera e ci finisce contro. Poco dopo i Jokers si devono subire l'ira del Joker che gli considera dei buoni a nulla. Bonk, già innervosito, perde la pazienza e infuriato chiama Joker "fasullo" e dichiarando di volersi tirare fuori. Tuttavia il Joker gli fa pagare la sua insolenza: lo trafigge con l'asta di una bandierina con su scritto "BANG!", e la sua morte convince tutti i Jokers a mostrarsi fedeli solo a lui. Il corpo di Bonk verrà poi buttato giù dal tavolo su cui era finito dalle Dee-Dee per ordine del Joker. 

## Versioni alternative
Bonk ritorna insieme a tutti i suoi compagni negli episodi di "Ritorno al passato" e "Ritorno al futuro" della serie Justice League Unlimited. Viene risorto da Chronos che lo dota di un enorme martello al posto della mano destra e lo rende ancora più potente. Si dimostra molto forte e mette in serie difficoltà la Justice League. Nonostante pare avere più rispetto per Chronos di quanto ne aveva per il Joker potrebbe essere per il motivo di non volere ripetere lo stesso errore. Con la risistemazione, da parte della Justice League, della realtà Bonk è probabilmente tornato a essere morto.

## Abilità
Bonk è un uomo corpulento, dalla forza bruta ma poco giudizio. È abbastanza forte per tenere testa a Batman ma né sufficientemente veloce o intelligente per batterlo in una lotta reale. Nell'episodio Ritorno al futuro è stato dotato inoltre di un braccio cibernetico che può diventare una mazza gigante.

## Aspetto fisico
Bonk ha le orecchie ha punta, la pelle bianca (non si sa se è il suo colore naturale o è un trucco) ed è completamente calvo. Indossa come un sollevatore di pesi del circo ed è molto muscoloso.